# Tipranks
TipRanks è un'azienda fintech che utilizza l'intelligenza artificiale per analizzare i big data finanziari e offrire strumenti di ricerca sul mercato azionario per gli investitori privati. La sede centrale dell'azienda si trova a Tel Aviv.

## Storia
TipRanks è stata fondata nel giugno 2012 da Uri Gruenbaum e Gilad Gat. Hanno collaborato con Roni Michaely, un professore di finanza della Cornell University, per creare l'azienda. Nel 2013 l'azienda ha lanciato il suo primo servizio - il Financial Accountability Engine - per garantire la trasparenza delle consulenze sugli investimenti online.
Nel 2014, l'ex governatore di New York Eliot Spitzer ha investito nella società e si è aggiunto al suo consiglio di amministrazione. Nello stesso anno, TipRanks ha lanciato un sito web che offre classifiche di analisti, blogger e addetti ai lavori.
Nel 2021 TipRanks ha lanciato un nuovo strumento che presenta i fattori di rischio delle società quotate in borsa. Nello stesso anno, la società ha annunciato il lancio di un nuovo strumento che presenta un'analisi del traffico web delle società quotate in borsa.
Sempre nel 2020, Bloomberg ha utilizzato i dati di TipRanks sull'insider trading aziendale in un articolo su come il mercato azionario sia manipolato.